# Niels Pagh Andersen
Niels Pagh Andersen (født 11. oktober 1958 i Gladsaxe) er en dansk filmklipper.

## Filmografi
- Mogadishu Soldier (2017) - Klipper
- Håbet bag hegnet (2016) - Klippekonsulent
- Democrats (2014) - Klippekonsulent
- The Look of Silence (2014) - Klipper
- Sepideh - Drømmen om stjernerne (2013) - Klippekonsulent
- American Vagabond (2013) - Klipper
- Betoniyö (2013) - Klipper
- En god død (2013) - Klippekonsulent
- Big Boys Gone Bananas (2013) - Narrativ konsulent
- De udvalgte (2013) - Konsulent
- Palme (2012) - Klipper
- Håbets havn (2012) - Klippekonsulent
- The Act of Killing (2012) - Klipper
- Flugten til Hollywood (2012) - Klipper
- Jeg er min egen Dolly Parton (2011) - Klippekonsulent
- Klovn for livet (2011) - Klip
- Pang pang brødre (2011) - Klip
- Hjemvendt (2011) - Klippekonsulent
- Hun synger (2011) - Klippekonsulent
- Fodbold er Gud (2010) - Klip
- Mumbai disconnected (2009) - Klip
- Sandhedsjæger (2009) - Klippekonsulent
- Afslag på et kys (2009) - Klippekonsulent
- Opskrifter på katastrofer (2008) - Klip
- Maria Larssons evige øjeblik (2008) - Klip
- Flying - Confessions of a Free Woman (2006) - Klipper
- The prize of the Pole (2006) - Produktionskonsulent
- Flying - Confessions of a Free Woman (6 afsnit, 2006) - Klipper
- Den tyske hemmelighed - en film om krig, kærlighed - og løgn (2005) - Klip
- Prostitution bag sløret (2005) - Klip
- Drømmenes hotel (2005) - Klip
- The Well - En film om Orson Welles i Spanien (2005) - Klippekonsulent
- Odins øje (2004) - Klip
- Melancholia (2004) - Klip
- Elsker du mig? (2004) - Klip
- Drømme med deadlines - en genfortælling (2003) - Klip
- Velkommen til Danmark (2003) - Klip
- Model (2002) - Klip
- Drengene fra Vollsmose (2002) - Klip
- Tong Tana - Det tabte paradis (2002) - Klip
- Omfavn mig måne (2002) - Klip
- Stjernekigger (2002) - Konsulent
- En mors historie (2002) - Klip
- Jæger (2001) - Klip
- Epidemien (2001) - Klip
- Ghettoprinsesse (2000) - Klip
- Gå på vandet (2000) - Klip
- Da verden kom til Jonathan (2000) - Klip
- Sut slut finale (1999) - Klip
- At danse med engle (1999) - Klip
- Fyrtårnet (1999) - Klip
- Aligermaas eventyr (1998) - Klip
- Mine drømmes hus (1997) - Klip
- Take off (1997) - Klip
- Tankens anatomi (1997) - Klip
- Fredens port (1996) - Klip
- Levende ord 1: Fællesskab og demokrati (1996) - Klip
- Vølvens spådom (1996) - Klip
- Tangueria (1995) - Klip
- Om Gud vil - stemmer fra Gaza (1995) - Klip
- Forræderi (1994) - Klip
- Mellem bjergene og havet (1994) - Klip
- Nordkaperen i det Indiske Ocean (1994) - Klip
- Rejsen tilbage - Jorden er vores mor 2. del (1993) - Klipper
- Fyrtøjet (1993) - Klip
- Life Is a bitch (1993) - Klip
- Nu - et øjeblik på Jorden (1992) - Klip
- Min krop er min (1992) - Klip
- To malere - To værksteder (1992) - Klip
- I begyndelsen var ideen (1991) - Klip
- Liv - et billeddigt (1991) - Klip
- Håkon og sørøverne (1990) - Klip
- Christian (1989) - Klip
- Med døden inde på livet (1989) - Klip
- Stifinderen (1988) - Klip
- Øjeblikkets perler (1987) - Klip
- Jorden er vores mor (1987) - Klip
- Politiet i virkeligheden (3 afsnit, 1986) - Klip
- De røde bånd (1985) - Klip
- Tre små kinesere (1985) - Klip
- Niels Bohr (1985) - Klip
- Happy birthday (1985) - Klip
- Det handler om skolen (1985) - Klip
- Drengen der forsvandt (1984) - Klip
- Kalk (1984) - Klip
- Kan man give æstetikken køn (1984) - Klip
- Otto er et næsehorn (1983) - Klip
- Gymnasiet - en skoleform (1983) - Klip
- Fremtid søges! (1982) - Klip
- Cirkus Casablanca (1981) - Assistent
- Ulvetid (1981) - Toneassistent
- Træerne og skovens folk (1981) - Klip
- Mit Danmark er ikke dit Danmark (1981) - Klipper
- Eldorado (1981) - Klipper
- Lille Virgil og Orla Frøsnapper (1980) - Klippeassistent
- Johnny Larsen (1979) - Klippeassistent
- Den dobbelte mand (1976) - Klippeassistent
- Da Svante forsvandt (1975) - Klippeassistent

Kilder: